# Confédération Européenne de Volleyball
De Confédération Européenne de Volleyball of CEV is de Europese continentale bond van het volleybal.
De CEV organiseert onder andere het Europees kampioenschap volleybal voor mannen en voor vrouwen alsook de Europese kampioenschappen beachvolleybal en snowvolleybal. Het hoofdkantoor is gelegen in de Luxemburgse hoofdstad Luxemburg en wordt geleid door de Serviër Aleksandar Boričić.